# جايسون بوكنور
جايسون بوكنور (بالإنجليزية: Jason Bucknor)‏ هو لاعب كرة قدم أمريكي، ولد في 17 مارس 2002 في وستون في الولايات المتحدة.